# Мянтюнен, Юсси
Юсси Йохан Рихард Мянтюнен (фин. Jussi Johan Rickhard Mäntynen, 8 мая 1886 — 10 ноября 1978) — финский скульптор-анималист.

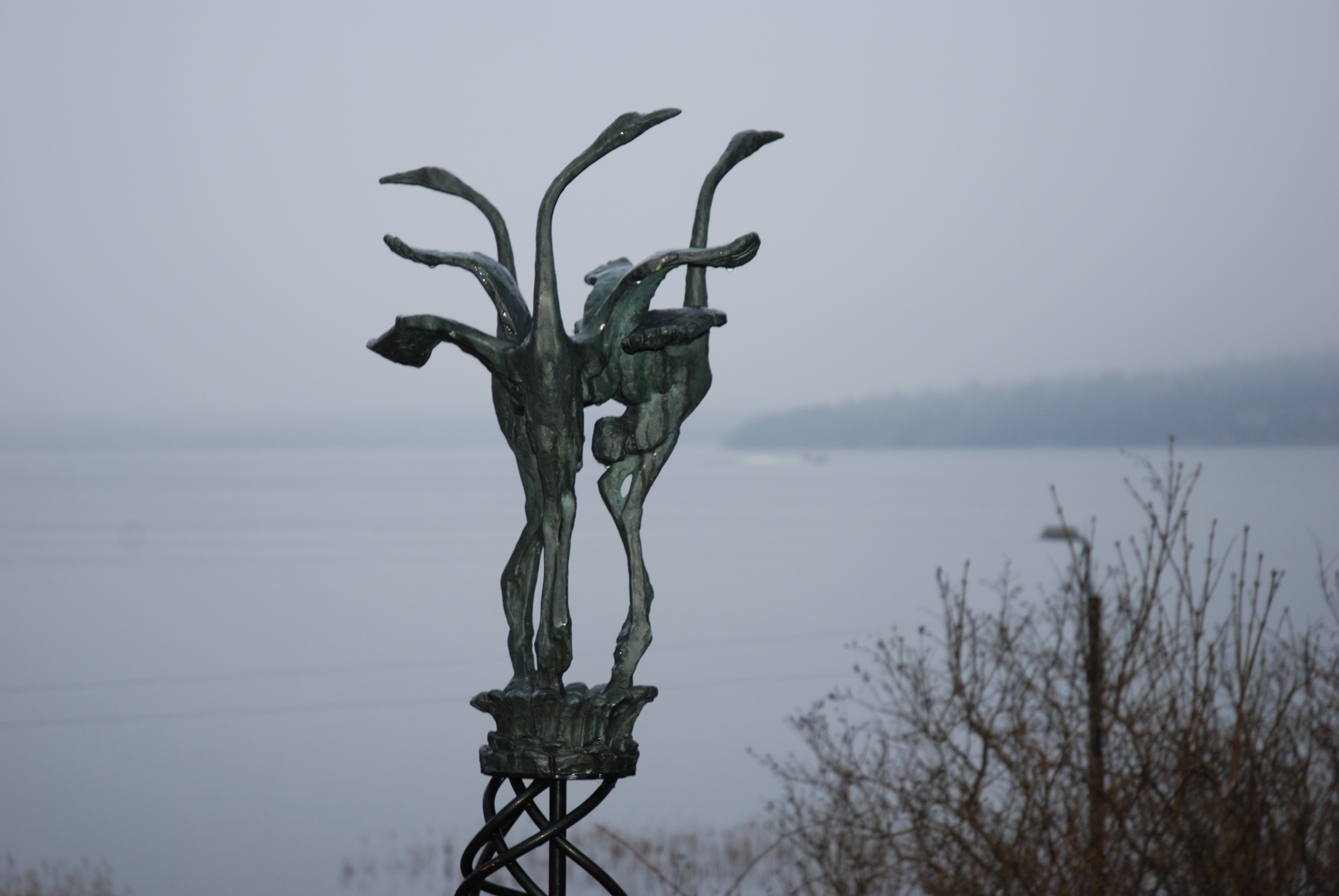
Скульптура Мянтюнена «Танцующие журавли» в Стокгольме.

Будучи охотником и любителем природы, Мянтюнен ещё в детстве рисовал птиц, а в молодости изучил анатомию и способы передвижения животных. В 1912 году он по совету художника Аксели Галлен-Каллела стал брать уроки скульптуры у Алпо Сайло. С 1919 по 1939 год работал консерватором Зоологического музея Хельсинкского университета. Позднее эмигрировал в Швецию. В 1948 году получил звание профессора.
Вход в Хельсинкский музей естествознания украшает его самый известный символ — скульптура лося работы Юсси Мянтюнена. Оригинал скульптуры, выполненный из бронзы, находится в парке имени Ленина в Выборге, копии установлены также в Турку и Лахти.
Одним из крупных выборгских меценатов был коллежский асессор, аптекарь Иоганн Казимир фон Цвейгберг (1841—1896), который имел в Выборге аптеку на площади Красного колодца. Он завещал 167 500 марок на украшение города Выборга. На эти деньги, среди прочего, и была приобретена скульптура «Лось» Ю. Мянтюнена.